# KYO-SUKE
KYO-SUKE（キョウスケ、本名：中村 恭輔（なかむら きょうすけ）、1974年11月28日 - ）は日本のマジシャン、創作家、俳優。岩手県盛岡市出身。
至近距離で演じるクロースアップ・マジックからステージで演じるステージ・マジックまで幅広いジャンルをこなす。
“マジックとは仮想現実（ヴァーチャル・リアリティ）を現実世界に創造するエンターテインメントである”という哲学を持ち、『ヴァーチャリスト』を称する。

## 人物
岩手高等学校、石巻専修大学卒業。大学在学中、学内にマジック研究愛好会『アート・オブ・エフェクト』を設立。初代代表を務める。
大学卒業後、「日本テレビアナウンスカレッジ」（現・日テレ学院）にて、トークと演技を学ぶ。
1999年にプロマジシャンとしてデビュー。同年2月横浜伊勢佐木町のテーマパーク、サントロペに常設されていた「3Dヴァーチャルシアター」にて単独公演。
現在は、各種イベントやパーティー、ブライダルへの出演を主として活動。
また、豪華客船である「ふじ丸」、「ぱしふぃっくびいなす」におけるクルーズショーでは、メインのエンターテイナーを2004年から務めている。

## 出演

### TV
- 岩手めんこいテレビ「土曜は見っと!」 （1999年7月） - ゲスト
- IBC岩手放送「新春クイズ　じゃじゃじゃホットライン2006」 （2006年1月） - メインゲスト
- テレビ朝日系「『ぷっ』すま」  『芸能界ビビリ王決定戦』 （2006年8月） - 仕掛け人 役
- フジテレビ系ドラマ「新宿の母物語」 （2006年12月） - 街角の手品師 役
- フジテレビ系「FNS地球特捜隊ダイバスター」 (2008年1月)
- フジテレビ系「マツコの部屋」 （2009年12月）
- フジテレビ系「マツコの部屋」　（2010年3月）
- 北参道放送局 　（2015年12月） - コメンテーター
- TBS系ドラマ「集団左遷!!」 （2019年6月） - 金融庁検査官 役
- NHK「逆転人生」 （2019年6月） - 中治功 役

### ラジオ
- IBC岩手放送 「水越かおるのすっぴん土曜日」（2022年12月） - ゲスト

### 舞台
- 「Jazzsong & Music & Drama キャバレーナイト vol.4」 （2014年6月） - 謎の客 役
- 「渋沢誕生祭　2016」　（2016年3月） - 監修
- 「いつもある場所」 （2017年3月） - 武人 役

### 映画
- 「大怪獣モノ」　（2016年）

## メディア

### 新聞
- 「スポーツ報知」　情報コンビニエンスコーナーで特集記事が組まれる - （2000年9月）
- 「下野新聞」に掲載 - (2008年11月)

### 雑誌
- 「日経レストラン」2月号に掲載 - （2004年2月）
- 「AneCan」12月号に掲載 - （2007年11月）